# Personalità autoritaria

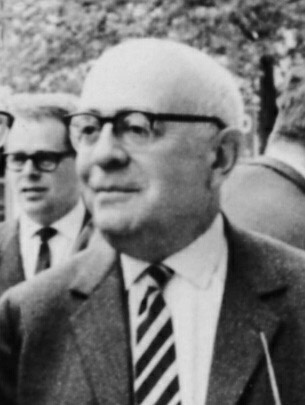
Theodor Ludwig Wiesengrund Adorno

Con personalità autoritaria si intende un modello personologico, ovvero la descrizione e la spiegazione di una personalità, al centro di una serie di ricerche promosse dal filosofo e sociologo tedesco Theodor Ludwig Wiesengrund Adorno (1903-1969) unitamente ai suoi collaboratori Else Frenkel-Brunswik (1908-1958), Daniel Levinson (1920-1994) e Nevitt Sanford (1909–1996), realizzate presso la University of California a Berkeley durante gli anni quaranta e pubblicate nel 1950 dalla casa editrice Harper di New York con il titolo The Authoritarian Personality.
La ricerca di Theodor Ludwig Wiesengrund Adorno e colleghi fu il primo studio empirico sulla "psicologia del fascismo" e sviluppava le ipotesi di Wilhelm Reich (1897-1957) e Erich Fromm (1900-1980) basate solo su elaborazioni teoriche. Queste ricerche furono, negli anni successivi, riprese da Milton Rokeach (1918-1988) nei suoi studi sulla "mentalità personale" lungo l'asse "dogmatica" e "non-dogmatica" e le relative scale di "dogmatismo".

## Teoria personologica e tecniche di rilevamento dei tratti caratteristici
La tesi di fondo degli autori di questo modello è che le tendenze antidemocratiche, ovvero il cosiddetto "fascismo potenziale", si manifestino attraverso un insieme coerente di valori, opinioni e atteggiamenti che originano da strutture profonde della personalità.
Promossa questa tesi gli autori procedettero ad individuare gli strumenti di rivelazione idonei a rilevare tali insiemi di credenze ideologiche.

### La Scala A-S (Scala di antisemitismo)
Il primo nodo di indagine della ricerca fu quello inerente all'antisemitismo che fu affrontato elaborando la scala di rilevazione A-S (Scala A-S).
Per "antisemitismo" gli autori intendono il modo di concepire gli ebrei, le relazioni tra loro e con i non-ebrei con:

### La Scala E (Scala dell'etnocentrismo)
Ciò che emerse dalla scala A-S spinse gli autori della ricerca a formulare questo secondo passaggio. Difatti la scala A-S evidenziava molti caratteri pregiudiziali non direttamente connessi con l'antisemitismo.
Ad esempio il pregiudizio antisemita si accompagnava a tendenze generali quali la tendenza all'uso di stereotipi, adesione ai valori della classe media, fede nella purezza morale, timore di contaminazione morale, desiderio di erigere per confinare gli estranei. Questi caratteri erano sì connessi alla questione ebraica, ma non solo: si riferivano soprattutto ad un pregiudizio ben più ampio e generalizzato, l'etnocentrismo.
La scala si divide in tre sottoscale: i neri, le minoranze in genere, il patriottismo. Era volta ad evidenziare le tendenze di rigida distinzione gerarchica tra etnie.
Alcuni esempi di item contenuti nella scala:
- "I neri hanno forse una parte da svolgere nella civiltà bianca, ma è meglio mantenerli nelle loro zone e nelle loro scuole e impedire un'eccessiva mescolanza con i bianchi"
- "Un sistema di sterilizzazione su vasta scala sarebbe un buon modo per eliminare i criminali e gli altri elementi indesiderabili nella nostra società, e di elevare in questo modo il suo livello generale e le sue condizioni di vita".

Furono rilevate queste tendenze, più o meno forti:
- distinzione rigida tra ingroup e outgroup
- immagini negative e ostilità rispetto all'outgroup
- immagini positive e sottomissione rispetto all'ingroup
- visione gerarchica e autoritaria dell'interazione tra gruppi
- ingroup ha “giustamente” una posizione di dominio.[5]

### La Scala PEC (Scala del conservatorismo politico-economico)
La seconda scala è direttamente collegata a questa denominata PEC. L'etnocentrismo è infatti, agli occhi degli autori, " un aspetto di un modello più vasto di pensiero sociale e di funzionamento del gruppo ".
Alcuni item utilizzati:
- "In generale, la piena sicurezza economica è dannosa: la maggior parte degli uomini non lavorerebbe se non avesse bisogno di denaro per mangiare e per vivere"
- "La maggior parte dei controlli governativi sul mondo degli affari dovrebbe continuare anche ora che la guerra è finita"
- "Uomini quali Henry Ford o J. P. Morgan, che hanno superato ogni competizione sulla strada del successo, sono modelli che tutti i giovani dovrebbero ammirare e imitare".[5]

### La Scala F (Scala di fascismo potenziale)
È la scala della personalità autoritaria.
Essa avrebbe dovuto sostituire la scala A-S e la scala F e i suoi elementi dovevano essere formulati nel modo in cui il soggetto esaminato non si accorgesse di formulare pregiudizi.
Questa scala sostiene che gli individui alienati dal mondo moderno cercano rifugio in società autoritarie o fortemente gerarchizzate.
Fecero ricorso ad altre ricerche a cui si erano sottoposti precedentemente gli esaminati:
- Una serie di studi sull'ideologia e la morale di guerra dell'Università della California
- Indagine sull'antisemitismo a cura dell'Istituto di ricerche sociali.
- i risultati dei primi quesiti proiettivi
- i risultati delle interviste in profondità
- i risultati dei Thematic Apperception Tests[8]

Furono individuate alcune caratteristiche dell'individuo autoritario che andarono a costituire un'ipotesi:
- Convenzionalismo: adesione rigida ai valori della classe media ("Si dovrebbe evitare di compiere in pubblico atti che sembrano scorretti agli altri, anche se sappiamo che non c'è niente di male")
- Sottomissione all'autorità: proiezione in contesto più ampio della sottomissione al padre ("L'obbedienza e il rispetto per l'autorità sono le virtù più importanti che i bambini dovrebbero imparare")
- Aggressività autoritaria: condannare chi rifiuta i valori convenzionali ("Nessun insulto al nostro onore dovrebbe mai restare impunito")
- Anti-intraccezione: opposizione agli individui di animo tenero, immaginativa; avversione al mondo sensuale ed emotivo, attenzione agli aspetti fisici e materiali della vita.
- Superstizione e stereotipia: pensiero in categorie rigide e credenza nel destino dell'individuo. ("Non è una semplice coincidenza. Il Giappone ebbe un terremoto il giorno di Pearl Harbor")
- Potere e durezza: identificazione con le figure di potere e divisione in forte-debole ("Ciò che occorre al nostro paese è un numero inferiore di leggi e di enti e un numero maggiore di capi coraggiosi in cui la gente possa riporre fiducia")
- Cinismo e distruttività ("La familiarità genera il disprezzo")
- Proiettività: credere che eventi pericolosi accadano nel mondo ("Le nostre vite sono governate da complotti tramati in segreto dagli uomini politici")
- Preoccupazione per la sessualità.

Su questi concetti furono costruiti i 55 elementi, 17 vengono impiegati due volte, della scala.

## Aspetti critici e conclusioni
Per gli autori il risultato più importante è la dimostrazione della coerenza di punti di vista su una vastissima gamma di argomenti dimostrata da ogni individuo esaminato.
I soggetti che hanno pregiudizi:
sono facilmente classificabili come gruppo rispetto a coloro che sono privi di pregiudizi, il cui carattere comune è l'assenza di ostilità
Gli autori vedono dietro la formazione di tali individui un'insoddisfacente relazione genitore-figlio, che, per così dire, si autoperpetua.
Lo scopo è quello di prevedere la propensione di un individuo piuttosto che di un altro a ricorrere alla violenza
Gli autori affermano che il modo migliore per neutralizzare il pregiudizio è quello di far leva sulle caratteristiche tipiche dell'individuo che ha pregiudizi: il suo convenzionalismo e la sua sottomissione nei confronti dell'autorità.
Impegnato in progetti sociologici all'avanguardia, soprattutto nell'indagine sulla Personalità autoritaria (1950), e partendo dai temi di Sigmund Freud, Adorno delinea un'analisi secondo la quale i bambini che hanno sperimentato, durante la fase di socializzazione primaria, un'educazione rigida e repressiva, subiscono degli effetti disastrosi che si ripercuotono in età adulta portando a dei comportamenti conformisti, e ad attuare una divisione del mondo in “noi” e “loro”, con la conseguente formazione di pregiudizi.
Lo sviluppo della personalità individuale consiste per lo più nel reprimere e nel dare un nuovo indirizzo ai vari bisogni istintuali che si scontrano con i limiti imposti dalla società.
Gli agenti principali di questi processi di socializzazione sono i genitori, i quali nelle condizioni di sviluppo normali trovano di solito un sano equilibrio tra la disciplina e le esigenze di auto-espressione del figlio.
Quando adottano un regime troppo severo e si preoccupano in misura eccessiva che il figlio si conformi alle norme sociali, l'aggressività naturale che il figlio avverte verso i genitori è spostata su altri bersagli alternativi.
I bersagli su cui cadrà la scelta saranno i più deboli o inferiori di sé.
Il risultato finale sarà un individuo troppo rispettoso delle figure autoritarie (simboleggiate nei genitori) e manifestamente ostile nei riguardi degli appartenenti ad altri gruppi.